# Anagenèse

Deux modalités de l'évolution : selon la théorie gradualiste, elle se fait parfois par anagenèse. Selon la cladistique, elle se fait par cladogenèse.

Dans les théories de l'évolution, l’anagenèse, appelée aussi évolution phylétique, est un terme introduit par Bernhard Rensch qui correspond à la transformation lente et continue, généralement considérée comme graduelle, d'une espèce au fil du temps. L'évolution graduelle d'une espèce peut donner naissance à une nouvelle forme, sans qu'il y ait ramification. Dans ce cas, une forme dérivée remplace une forme ancestrale dans la continuité, formant une lignée évolutive dont les étapes sont appelées chrono-espèces (avec une pseudoextinction (en) de l'espèce d'origine). Selon leur école de pensée, les chercheurs peuvent reconnaitre une, deux, voire plusieurs espèces successives.
En physiologie, l'anagenèse correspond à la régénération de tissus vivants ayant été détruits.

## Historique
Les termes « anagenèse » et « cladogenèse » ont été introduits par le chercheur allemand Bernhard Rensch dans la première édition allemande de son livre Neuere Probleme der Abstammungslehre (1947). Ils ont été repris dans la traduction anglaise Evolution Above the Species Level (1959), basée sur la seconde édition allemande (1954),.

## Exemple
Les paléoanthropologues se sont demandé pendant près de 25 ans si l'espèce Australopithecus anamensis n'avait pas évolué par anagenèse vers l'espèce Australopithecus afarensis en Afrique de l'Est, compte tenu que leurs registres fossiles respectifs se succédaient dans le temps sans se chevaucher. La découverte en 2016 d'un nouveau fossile d'A. anamensis daté de 3,8 millions d'années, plus jeune d'environ 100 000 ans que le plus ancien fossile attribué à A. afarensis, a fragilisé cette hypothèse et renforcé l'idée d'une cladogenèse entre ces deux espèces.